# ゲーム伝説
ゲーム伝説（ゲームでんせつ）は、2005年1月にカバヤ食品から発売された食玩。

## 概要
株式会社ユードーとカバヤ食品が共同で企画した製品で、ハッカ味のガムに、ナムコ（現・バンダイナムコエンターテインメント）のアーケードゲーム1タイトルを収録したCD-ROMが同梱されている（パッケージは5種類）。CD-ROMはWindows専用でインストール不要。なお、元のゲームからステージを厳選して収録しており、遊び方説明の閲覧や、ゲーム設定および画面表示モードなどのカスタマイズが可能。
また、インストラクションカード（当時のテーブルゲーム筐体に付けられていた説明紙）の復刻版や、漫画家・すがやみつるのコメントが付属していた。
インターネット経由で、デイリーランキングやウィークリーランキング、歴代ランキング、スペシャルランキングに参加することができ、他プレイヤーの再現データを再生することができた。ただし2012年現在はサイトが消滅しているため閲覧不可。

## 収録されたゲーム
- マッピー（1、2、3、4、5、8ステージ）
- ディグダグII（1、2、3、5、7、8、10ステージ）
- ドルアーガの塔（2、3、4、5、15、18、21、26、29ステージ）
- モトス（1 - 9ステージ）
- グロブダー（1 - 12ステージ）